# Vincenzo Giordano Orsini (destroyer)
Pour les articles homonymes, voir Vincenzo Giordano Orsini.
Le Vincenzo Giordano Orsini (fanion « OR ») était un destroyer (puis, plus tard, un torpilleur) italien, de la classe Giuseppe Sirtori, lancé en 1917 pour la Marine royale italienne (en italien : Regia Marina).

## Description
Ces navires avaient une longueur totale de 73,5 mètres, une largeur de 7,3 mètres et un tirant d'eau de 2,9 mètres. Ils déplaçaient 845 tonnes à charge normale, et 865 tonnes à pleine charge. Leur effectif était de 78 officiers, sous-officiers et marins.
Les Giuseppe Sirtori étaient propulsés par deux turbines à vapeur Tosi, chacune entraînant un arbre d'hélice et utilisant la vapeur fournie par quatre chaudières Thornycroft. La puissance nominale des turbines était de 16 000 ch (11 700 kW) pour une vitesse de 30 nœuds (55 km/h) en service. Ils avaient une autonomie de 2 100 milles nautiques (3 890 km) à une vitesse de 14 nœuds (26 km/h). Ils transportaient 160 tonnes de naphte.
Leur batterie principale en 1920 était composée de 5 canons Schneider Modèle 1917 de 102/45 mm. La défense antiaérienne (AA) des navires de la classe Giuseppe Sirtori était assurée par 2 canons simple Vickers-Terni de 40/39 mm. Ils étaient équipés de 4 tubes lance-torpilles de 450 millimètres dans deux supports doubles au milieu du navire.

## Construction et mise en service
Le Vincenzo Giordano Orsini est construit par le chantier naval Cantiere navale di Sestri Ponente à Sestri Ponente en Italie, et mis sur cale le 2 février 1916. Il est lancé le 23 avril 1917 et est achevé et mis en service le 12 mai 1917. Il est commissionné le même jour dans la Regia Marina.

## Histoire de service

### La Première Guerre mondiale

#### 1917
Après son entrée en service, le Vincenzo Giordano Orsini opère dans l'Adriatique, en tant que chef d'escadron de l'escadron "Orsini". Initialement, le capitaine du navire et de l'escadron est le capitaine de frégate (capitano di fregata) Ernesto Burzagli.

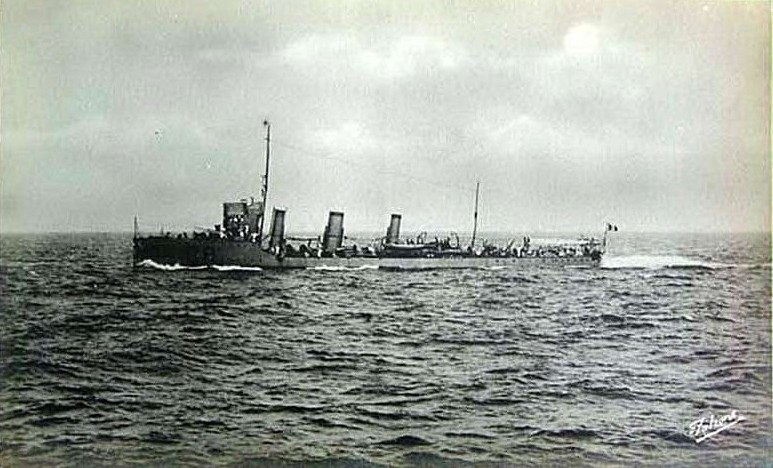
Le Orsini en mer

Dans la nuit du 13 au 14 août 1917, le navire, chef d'une escadrille de quatre unités, quitte Venise avec les autres unités de son escadrille (les navires-jumeaux (sister ships) Giovanni Acerbi, Giuseppe Sirtori, Francesco Stocco) et six autres destroyers (Animoso, Ardente, Audace et Giuseppe Cesare Abba, qui forment une escadrille, ainsi que Carabiniere et Pontiere, qui forment une section) pour affronter un groupe de navires ennemis de la K.u.k. Kriegsmarine), à savoir les destroyers SMS Streiter, SMS Réka, SMS Velebit, SMS Scharfschütze et SMS Dinara et 6 torpilleurs, qui ont soutenu un raid aérien contre la place forte vénitienne (lors de l'attaque, menée par 32 avions, l'hôpital de San Giovanni e Paolo a été touché et il y a eu 14 morts et environ 30 blessés). Seul le Orsini réussit à avoir un contact bref et fugace avec les navires autrichiens, qu'il doit interrompre car il risquait d'être envoyé contre les champs de mines ennemis. Perdue de vue, la formation austro-hongroise peut s'éloigner sans problèmes.
Le 29 septembre de la même année, le navire sort en mer avec le reste de l'escadron " Orsini " (Abba, Acerbi et Orsini), le croiseur éclaireur Sparviero et l'escadron de destroyers " Audace " (destroyers Ardente, Ardito et Audace) pour soutenir un bombardement effectué par 10 avions Caproni du Regio Esercito contre Pula. Plus ou moins au même moment, des hydravions austro-hongrois attaquent Ferrare, incendiant le dirigeable M 8. En soutien à cette attaque se trouvent les destroyers austro-hongrois SMS Turul, SMS Velebit, SMS Huszár et SMS Streiter et les torpilleurs TB 90F, TB 94F et TB 98M (selon d'autres sources, il y a quatre torpilleurs). Avertie de cette attaque, la formation italienne met le cap sur Rovinj, au large duquel les navires ennemis revenant de l'action seraient probablement passés. À 22h03, en effet, le Sparviero aperçoit des unités inconnues à quelques milles nautiques de là, et deux minutes plus tard, les groupes adverses ouvrent le feu en engageant une brève escarmouche en soirée. Ayant atteint une distance de 2 000 mètres, les navires ouvrent un feu d'artillerie intense. Selon des sources italiennes, la bataille se termine à 22h30, lorsque les deux formations perdent le contact en raison de leurs itinéraires divergents (les deux groupes reprennent ensuite le contact à 22h45, mais le perdent complètement après quelques minutes), sans obtenir de résultats significatifs. Selon des sources austro-hongroises, le Sparviero (navire-amiral du commandant de la formation, Ferdinand de Savoie-Gênes), après avoir été sérieusement endommagé par un coup, quitte la ligne de bataille et, par conséquent, les autres navires italiens arrêtent également la bataille et se retirent, tandis que du côté autrichien, le SMS Velebit est endommagé par un obus italien qui met les systèmes de direction hors service et provoque un incendie. Le SMS Streiter prend le navire endommagé en remorque, mais à ce moment-là, deux destroyers italiens s'approchent à moins de 1 000 mètres de lui, mais s'éloignent après avoir essuyé les tirs du SMS Streiter, du SMS Velebit et des torpilleurs.
Pendant la retraite de Caporetto, lorsque les troupes italiennes s' établient sur le Piave, le Orsini et son escadron sont utilisés pour ralentir l'avance des troupes austro-hongroises avec leurs tirs d'artillerie, bombardant leurs lignes et s'opposant en même temps aux attaques des navires ennemis.
Le 16 novembre 1917, le Orsini quitte Venise et est envoyé, avec les Animoso, Acerbi, Ardente, Abba, Audace et Stocco, pour contrer le bombardement effectué par les cuirassés austro-hongrois SMS Wien et SMS Budapest contre les batteries d'artillerie et les lignes italiennes de Cortellazzo (les deux cuirassés sont arrivés à 10h35 devant Cortellazzo, ouvrant ainsi le feu sur les troupes italiennes et étant immédiatement contrées par l'artillerie terrestre puis par trois attaques aériennes. Après avoir cessé le feu à 11h52 pour ne pas gêner leurs troupes au sol, les deux unités reviennent à portée à 13h30, ouvrant le feu cinq minutes plus tard). Les destroyers, déplacés à l'ouest de la zone attaquée, soutiennent l'attaque des vedettes-torpilleurs MAS 13 et 15 (MAS pour Motoscafo Armato Silurante) qui, avec celles des avions et des sous-marins F 11 et F 13, contribuent à perturber l'action ennemie, jusqu'au retrait des deux cuirassés.
Le 28 novembre, les Sirtori, Stocco, Acerbi, Orsini, Animoso, Ardente, Ardito, Abba et Audace, ainsi que les croiseurs éclaireurs Aquila et Sparviero, quittent Venise et, avec quelques hydravions de reconnaissance, partent à la recherche d'une formation austro-hongroise qui a attaqué les côtes italiennes. Les destroyers sms Triglav, SMS Reka et SMS Dinara et les torpilleurs TB 78, 79, 86 et 90 endommagent en effet un train et les lignes ferroviaires et télégraphiques à l'embouchure du Metauro, tandis qu'un deuxième groupe, composé des destroyers SMS Dikla, SMS Streiter et SMS Huszar et de quatre torpilleurs, attaque sans succès d'abord Porto Corsini et ensuite Rimini. Les deux formations se sont alors réunies, entamant leur voyage de retour et subissant quelques attaques d'hydravions. Les navires italiens doivent abandonner la poursuite lorsqu'ils sont arrivés en vue des navires ennemis près du cap Kamenjak, trop près de Pula, la principale base navale austro-hongroise.

#### 1918

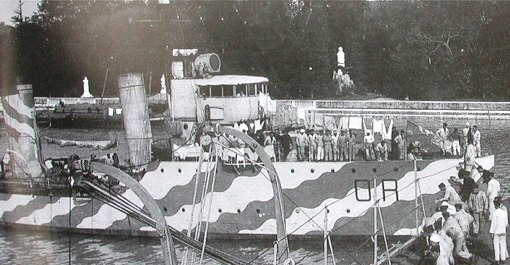
Le Orsini avec ses couleurs de camouflage, au printemps 1918.

Dans la nuit du 13 au 14 mai de la même année, le Orsini (chef d'escadron), le Stocco, le Sirtori, le Acerbi et le Animoso, ainsi que les torpilleurs côtiers 9 PN et 10 PN et les MAS 95 et 96, soutiennent la tentative d'attaque infructueuse de la barque-torpilleur "Grillo" contre la base de Pula,. L'opération, sous le commandement du capitaine de frégate (capitano di fregata) Costanzo Ciano, a déjà été tentée mais avortée dans les nuits du 8 au 9 avril, du 12 au 13 avril, du 6 au 7 mai, du 9 au 10 mai et du 11 au 12 mai. Les navires quittent Venise à 17h30 le 13 mai. Le MAS remorque la barque "Grillo", dont le remorquage, étant arrivé au point prévu, est laissé à 2h18,. L'attaque du "Grillo" a lieu entre le 3h16 et le 3h18, sans aucun résultat et conduit à la destruction du bateau. Le MAS, éclairé par des projecteurs à 3h35 et 3h40, s'éloigne et rejoint les destroyers de soutien à 5h00 du matin, en revenant au port.
Dans la nuit du 1er au 2 juillet 1918, les destroyers Orsini (sous les ordres du capitaine de corvette (capitano di corvetta) Domenico Cavagnari) Stocco, Sirtori, Acerbi, Giuseppe Missori, Giuseppe La Masa et Audace fournissent un appui à distance à une formation de sept torpilleurs (l'escadron composé des torpilleurs côtiers 64 PN, 65 PN, 66 PN, 40 PN et 48 OS, plus, en appui, les torpilleurs de haute mer Climene et Procione) qui bombardent les lignes austro-hongroises entre Cortellazzo et Caorle (en se déplaçant à faible vitesse entre les deux endroits) et simulent ensuite un débarquement (les torpilleurs 15 OS, 18 OS et 3 PN et quelques pontons de débarquement factices remorqués sont utilisés à cet effet) pour distraire les troupes ennemies et favoriser l'avance italienne. Le groupe de destroyers se heurte également aux destroyers austro-hongrois SMS Csikós et SMS Balaton et à deux torpilleurs (TB 83F et TB 88F), en mer en appui d'une attaque aérienne sur Venise,. Les unités ennemies, parties de Pula en fin de soirée du 1er juillet, attaquent sans succès avec une torpille d'un MAS (Motoscafo Armato Silurante), lancé contre le SMS Balaton, dont la chaudière est en panne, aux premières lueurs de l'aube du 2 juillet. Les destroyers italiens arrivent en vue des autrichiens à 3h10 et ouvrent le feu, provoquant la réaction immédiate de l'artillerie des unités austro-hongroises: un bref échange de coups de feu s'ensuit, au cours duquel les navires ennemis, notamment le SMS Balaton, subissent quelques dommages. Au cours de la bataille, le Stocco est endommagé, avec quelques morts et blessés parmi l'équipage et un incendie à bord qui le force à s'arrêter (après avoir évité deux torpilles en manœuvrant), privant la formation italienne également du Acerbi, qui s'arrête pour aider son navire-jumeau. Le SMS Balaton, touché par plusieurs obus sur le pont avant, se déplace vers une position plus avancée, tandis que le Missori, le Audace et le La Masa se heurtent au SMS Csikós et aux deux torpilleurs: les deux formations lancent leurs torpilles sans résultat, tandis que le SMS Csikós est touché par un obus dans la chaufferie arrière et que les deux torpilleurs sont également touchés par un obus chacun. Après un certain temps, les unités italiennes se détournent et poursuivent leur tâche, tandis que les unités autrichiennes se replient vers Pula,.
Le matin du 4 novembre 1918, le Stocco, le Sirtori, le Acerbi et le Orsini quittent Venise avec le vieux cuirassé Emanuele Filiberto (navire-amiral du contre-amiral Rainer, qui commande l'opération), pour prendre possession de Fiume. Pendant la navigation, le Orsini, sous le commandement du capitaine de frégate (capitano di fregata) Domenico Cavagnari, est détaché pour l'occupation de l'île de Lussino. Après être passé entre Zabudaki et Punta Bianca, le 4 novembre à 13h15 le destroyer accoste à Mali Lošinj, où un contingent militaire débarque (sur l'île il y a déjà une forte présence de soldats yougoslaves) et est accueilli par la population italienne. Cependant, des problèmes considérables se posent dès le début: il y a d'abord la protestation d'un officier croate qui s'est précédemment engagé dans la K.u.k. Kriegsmarine, puis un ancien torpilleur austro-hongrois, le TB 82, devenu yougoslave, arrive au port. À terre, le 5 novembre, la composante croate tente de hisser le drapeau yougoslave à côté du drapeau italien (c'est le commandant du TB 82 qui hisse ce drapeau sur le fort de l'île, et le lendemain, 6 novembre, les marins en hissent également un dans leur caserne) pour déclarer la souveraineté de la Yougoslavie sur Lošinj, et il y a également des protestations du clergé croate. Cavagnari réussit cependant à persuader les soldats yougoslaves de baisser leur drapeau et de se laisser désarmer (ils sont ensuite embarqués à bord du TB 82, qui les emmène à Rijeka le 7 novembre), proclamant ainsi la souveraineté de l'Italie sur l'île (cette action lui vaut le titre de Chevalier de l'Ordre militaire de Savoie). Le 8 novembre, le Orsini est rejoint par le Acerbi mais l'affaire ne peut être considérée comme conclue que le 20 novembre, avec le nettoyage et le désarmement des forts, le transfert à Rijeka de tous les soldats yougoslaves et la confiscation du matériel de guerre et de quelques navires (quelques bateaux à vapeur et un yacht).
Dans les jours qui suivent l'armistice, le destroyer effectue une autre mission de Venise à Rijeka, traversant pour la première fois des étendues de mer avec des champs de mines,.

### Les années 1920 et 1930
Au début de 1920, le Orsini est impliqué dans les événements de l'entreprise de Rijeka. Le 2 février 1920, en effet, le destroyer et le transport Città di Roma, naviguant d'Ancône à Pula avec une cargaison de provisions et de munitions pour la Regia Marina, sont capturés par les légionnaires de D'Annunzio et emmenés à Fiume,.
En 1920, le navire subt des modifications qui voit le remplacement des 6 canons simples 102/35 mm Schneider-Armstrong 1914-15 par le modèle plus moderne 102/45 Schneider-Armstrong 1917,. Dans la seconde moitié des années 1920, le commandant en second du navire est le lieutenant de vaisseau (tenente di vascello) Francesco Dell'Anno, futur titulaire de la médaille d'or de la valeur militaire.
Le 1er octobre 1929, le Orsini, comme ses navires-jumeaux, est déclassé en torpilleur.
En 1931, l'unité transporté Omar al-Mokhtar, leader de la résistance anticoloniale libyenne, de Bardia, où il avait été emmené après sa capture, à Benghazi, où il est jugé et condamné à mort.
Au début des années 1930, le torpilleur est employé à Tarente comme navire-école, faisant partie du Gruppo Navi Scuola Meccanici.
En 1934, le Orsini est déployé en Libye.
Le 3 juin 1940, une semaine seulement avant l'entrée de l'Italie dans la Seconde Guerre mondiale, le torpilleur, qui se trouve désormais en Afrique orientale italienne, rencontre le croiseur léger australien HMAS Hobart (D63),. dans le sud de la mer Rouge.

### La Seconde Guerre mondiale
Lorsque l'Italie entre dans la Seconde Guerre mondiale, le 10 juin 1940, le Orsini et le Acerbisont basés à Massaoua, en Érythrée, une base italienne sur la mer Rouge. Le navire est commandé par le lieutenant de vaisseau (tenente di vascello) Giulio Valente,,, qui est sous le commandement direct du Commandement des Marines à Massaoua. En raison de son âge et de l'absence d'actions navales importantes en mer Rouge, le Orsini ne prend part à aucun épisode important, n'effectuant que quelques missions de courte durée le long des côtes de l'Érythrée,,. Selon certaines sources, quelques canons de 40/39 mm auraient été débarqués pour compléter les défenses de Massaoua.
Au début du mois d'avril 1941, les troupes britanniques occupent progressivement l'Érythrée. Les 7 et 8 avril 1941, le Orsini contribue à la dernière défense de Massaoua, qui est sur le point de tomber. Dès que les premiers signes de troupes britanniques sont aperçus, le torpilleur ouvre le feu et bombarde la ville d'Embereni (à une vingtaine de milles nautiques (37 km) au nord de Massaoua) avec ses canons de 102/45 mm et ses mitrailleuses de 40/39 mm, causant de lourds dommages et pertes parmi les colonnes motorisées britanniques et les forçant à ralentir leur avance, continuant à tirer jusqu'à épuisement des munitions,,. En fin de matinée du 8 avril, les munitions sont épuisées et, ne pouvant atteindre aucun port ami ou neutre, le commandant Valente ordonne de commencer les manœuvres d'auto-sabordage. Les vannes d'inondation sont ouvertes et une partie des tuyaux de la salle des machines est détruite (il est décidé de ne pas miner le navire afin de ne pas causer de dommages au navire-hôpital Ramb IV et à l'hôpital côtier, qui se trouvent non loin de là), puis le navire commence à couler lentement, puis, alors que l'eau commence à se déverser dans la coque par les hublots laissés ouverts, il coule sur le côté tribord, jusqu'au fond et a finalement coulé avec une proue cabrée,,,.
Puisqu'il n'y a aucune nouvelle concernant son sauvetage ou sa démolition, l'épave du Orsini doit reposer sur un fond marin de 27 mètres de profondeur, à un demi-mille nautique (1 km) à l'est de la péninsule de Abd el Kader, non loin de l'ancienne jetée du commandement de la marine de Massaoua,,.

## Sources
- (it) Cet article est partiellement ou en totalité issu de l’article de Wikipédia en italien intitulé « Vincenzo Giordano Orsini (cacciatorpediniere) » (voir la liste des auteurs).